# 134150 Bralower
134150 Bralower è un asteroide della fascia principale. Scoperto nel 2005, presenta un'orbita caratterizzata da un semiasse maggiore pari a 2,6281507 UA e da un'eccentricità di 0,0647184, inclinata di 15,20471° rispetto all'eclittica.